# هالينا ريين
هالينا ريين (بالهولندية: Halina Reijn)‏ هي مؤدية وكاتِبة وممثلة هولندية، ولدت في 10 نوفمبر 1975 بأمستردام في هولندا. من الجوائز التي نالتها Golden Calf Special Jury Prize ‏ سنة 2007 وTheo d'Or ‏ سنة 2013.

## أعمال

### أفلام
- (2008) فالكيري[4][5]
- (2010) سينتل

## جوائز
- Golden Calf Special Jury Prize [الإنجليزية]‏ (2007)
- Theo d'Or [الإنجليزية]‏ (2013)

## وصلات خارجية
- هالينا ريين على موقع IMDb (الإنجليزية)
- هالينا ريين على موقع ألو سيني (الفرنسية)
- هالينا ريين على موقع ميوزك برينز (الإنجليزية)
- هالينا ريين على موقع أول موفي (الإنجليزية)
- هالينا ريين على موقع قاعدة بيانات الأفلام السويدية (السويدية)
- هالينا ريين على موقع قاعدة بيانات الفيلم (الإنجليزية)
- هالينا ريين على موقع كينوبويسك (الروسية)